# セイブ (スーパーマーケット)
株式会社セイブは、茨城県内に展開する食品主体のスーパーマーケットチェーンストア。本社所在地は茨城県水戸市住吉町284-1。

## 概要
蓼沼呉服店を経営していた蓼沼半造が、事業転換を模索する中でスーパーマーケットに着目し、地元商店街の中心的な役割を果たしていた和田祐之介と共に、1959年（昭和34年）6月に「株式会社西部ストア」を設立。
翌年・1960年（昭和35年）6月18日に水戸市馬口労町に水戸市内における初の本格的なスーパーマーケットを開店したのが始まりである。
その後、水戸市の中心市街地を避けて、同市近郊に半径500ｍを商圏とするスーパーマーケットの出店を進めた。
1975年（昭和50年）10月現社名に改称。
1980年（昭和55年）10月にダイエーと業務提携した。
2002年2月にカスミと資本・業務提携し、10月からは同社から商品の供給を開始。同時期にイオングループにて展開されているプライベートブランド「トップバリュ」の取り扱いを開始。
2005年2月、ポイントカード「ともカード」を導入。

## 店舗

### かつて存在した店舗

#### 水戸市
- 馬口労町店（水戸市馬口労町2266[5][6]、1960年（昭和35年）6月18日開店[1]、?閉店）

売場面積594m2。
- 末広店（水戸市末広町2-3-11[7]、1960年（昭和35年）6月20日開店[8]、?閉店）

売場面積726m2。
かつて本部が併設されていた。
- 西原店（水戸市西原町2-7-17[8]、1961年（昭和36年）12月10日開店[7]、?閉店）

売場面積396m2。
- （初代）千波店（水戸市千波町中山3219[6]、1961年（昭和36年）9月10日開店[10]、?閉店）

売場面積約210m2 → 約495m2。
- 赤塚店（水戸市赤塚町1869[8]、1964年（昭和39年）11月5日開店[8]、1991年 （平成3年）閉店）

売場面積217m2。
- 下市店（水戸市東1-1051[9]、1966年（昭和41年）5月15日開店[8]、?閉店）

売場面積99m2。
- 見和店（水戸市見和町115[7]、1967年（昭和42年）8月15日開店[7]、?閉店）

売場面積317m2。
- 袴塚店（水戸市袴塚3丁目[10]、1969年（昭和44年）12月20日開店[10]、2022年 （令和4年）2月25日閉店）

売場面積約363m2。
- 大工町店（水戸市大工町1-4[11]、1969年（昭和44年）10月開店[11]、?閉店）

売場面積594m2。
- 茨大前店（水戸市袴塚3-6-26[11]、1969年（昭和44年）12月開店[11]、?閉店）

売場面積363m2。
- 赤塚南店（水戸市河和田町1-1678[11]、1973年（昭和48年）3月開店[11]、?閉店）

売場面積363m2。
- 平須店（水戸市平須町1820-46[11]、1975年（昭和50年）5月開店[11]、?閉店）

売場面積545m2。

#### ひたちなか市
- （初代）勝田店（勝田市武田町112-5[12]、1964年（昭和39年）開店[12]、?閉店）

売場面積248m2。
1975年（昭和50年）10月に（2代目）勝田店が勝田市東石川1647に開店している。

#### 高萩市
- 高萩店（高萩市大和町2-3-11[8]、1968年（昭和43年）12月20日開店[8]、?閉店）

売場面積396m2。

#### 石岡市
- 東大橋店（石岡市東大橋2938[11]、1975年（昭和50年）12月開店[11]、1988年（昭和63年）閉店）

売場面積862m2。

#### 常陸太田市
- 太田店（常陸太田市宮本町460[11]、1978年（昭和53年）6月開店[11]、?閉店）

売場面積825m2。

#### 那珂郡
- 大宮店（那珂郡大宮町上町入口850[11]、1975年（昭和50年）11月開店[11]、?閉店）

売場面積525m2。

## 営業展開
- ともカード
店舗での購入金額に応じたポイントサービスを受けるためのカードである。

- 同業他社との連携
同じ茨城県にあるカスミと提携し、相互の店舗でそれぞれの商品券を使用できる。